# Liste der Kulturdenkmäler in Hütterscheid
In der Liste der Kulturdenkmäler in Hütterscheid sind alle Kulturdenkmäler der rheinland-pfälzischen Ortsgemeinde Hütterscheid aufgeführt. Grundlage ist die Denkmalliste des Landes Rheinland-Pfalz (Stand: 27. Juni 2022).

## Einzeldenkmäler
| Bezeichnung                                    | Lage                                                               | Baujahr                     | Beschreibung | Bild                           |
| ---------------------------------------------- | ------------------------------------------------------------------ | --------------------------- | --- | ------------------------------ |
| Wegekreuz                                      | Auf dem Gier, gegenüber Nr. 1 Lage                                 | 1727                        | oberer Teil eines Nischenkreuzes, bezeichnet 1727 | weitere Bilder Fotos hochladen |
| Wegekreuz                                      | Hauptstraße, Ecke Im Tal Lage                                      | 1804                        | reliefiertes Schaftkreuz, bezeichnet 1804 | weitere Bilder Fotos hochladen |
| Schulhaus                                      | Hauptstraße 12 Lage                                                | um 1900                     | ehemalige Schule; Rotsandsteinquaderbau, um 1900; ortsbildprägend | weitere Bilder Fotos hochladen |
| Hofanlage                                      | Hauptstraße 17 Lage                                                | 1822                        | stattliche Hofanlage; Wohnhaus, bezeichnet 1822, Wirtschaftsgebäude wenig jünger, eines bezeichnet 1828, Ökonomie gegenüber vom Ende des 19. Jahrhunderts; straßenbildprägend. | weitere Bilder Fotos hochladen |
| Katholische Filialkirche St. Anna und Bernhard | Hauptstraße 22 Lage                                                | 1925–27                     | barockisierender Saalbau mit achtseitigem Dachreiter, 1925–27 vom örtlichen Bauunternehmen Friedrich gebaut, in der Portalbekrönung Spolien von 1795                           | weitere Bilder Fotos hochladen |
| Hofanlage                                      | Horststraße 2 Lage                                                 | Anfang des 19. Jahrhunderts | Winkelhof; Wohnhaus mit Kniestock, erstes Jahrzehnt des 19. Jahrhunderts, Kuh- und Hühnerstall, jüngerer Schuppen und Pferdestall                                              | weitere Bilder Fotos hochladen |
| Wegekreuz                                      | Horststraße, bei Nr. 3; neben dem Feuerwehrhaus Lage               | um 1500                     | Nischenkreuz, um 1500, historistisches Abschlusskreuzchen | weitere Bilder Fotos hochladen |
| Wegekreuz                                      | nordöstlich des Ortes; Kreuzung Feilsdorfer Straße/Dorfstraße Lage | um 1620                     | Wegekreuz; Schaft mit Nischenkopf, wohl um 1620 | weitere Bilder Fotos hochladen |
| Wegekreuz                                      | nordwestlich des Ortes Lage                                        | 1730                        | Schaft eines Wegekreuzes, bezeichnet 1730 | weitere Bilder Fotos hochladen |
| Wegekreuz                                      | südwestlich des Ortes Lage                                         | 1666                        | hohes Nischenkreuz, bezeichnet 1666 | weitere Bilder Fotos hochladen |